# Risiocnemis odobeni
Risiocnemis odobeni är en trollsländeart som beskrevs av Hämäläinen 1991. Risiocnemis odobeni ingår i släktet Risiocnemis och familjen flodflicksländor. Inga underarter finns listade i Catalogue of Life.